# Paul Landó
Paul Landó (Asunción; 24 de abril de 1988) es un autor, youtuber y periodista paraguayo reconocido por realizar documentales sobre casos de criminalística en su canal de Youtube.

## Biografía
Paul Landó nació en la ciudad de Asunción, Paraguay el 24 de abril de 1988. Fue locutor radial en emisoras paraguayas como Radio Disney, Estación 40 y Radio Urbana. Trabajó como presentador de los episodios lanzados por la marca Tigo para el concierto de Black Eyed Peas en Paraguay.
Viene de una familia conocida de Paraguay, su abuela Marta Meyer de Landó fue una escritora e "Hija predilecta de la ciudad de Asunción" por su contribución a la cultura paraguaya, su tía Bibi Landó es presentadora de televisión, su tío Enrique Landó fue un conocido chef y su hermana Michelle Landó, es famosa por participar en el reality show “La Venganza de los ex” de MTV y “Los 50” de Telemundo.
Paul Landó vive actualmente en Washington D. C., Estados Unidos.

## Medios de comunicación
Inició su carrera radial en Radio Asunción 1250 AM, donde empezó a producir los programas de su tía, la conductora de televisión y radio Bibi Landó. Poco tiempo después condujo el programa "La Previa" en la misma emisora, el cual fue su primer trabajo como conductor. En el año 2007, Milva Gauto lo contrata para reemplazar a Carlitos Ortellado en el programa "La Venus de Milva" de Radio Venus y en el 2008 es contratado por Radio Disney como una de las voces masculinas de la emisora en Paraguay. En Radio Disney estuvo por tres años bajo la conducción de "Conocido y Divertido", el primer programa nocturno de la radio y con el clásico programa de las tardes "Ranking Disney". Sus últimos dos trabajos como conductor radial fueron dentro del Grupo Vierci desde el año 2011 en donde fue contratado inicialmente como conductor del "Top Ten" y "Tempranísimo" de Estación 40 para luego ser asignado en la coconducción junto a Julio Juan del Puerto en el programa "Check In" de Radio Urbana.
En el 2008 debutó en televisión bajo la conducción del programa "Eco Club" en el canal Unicanal producido por Juan Carlos Amoroso y también en la conducción de la entrega de premios Luis Alberto del Paraná en el mismo año.

## Youtube, Podcast y carrera en internet
Desde octubre de 2018 realiza documentales sobre criminalística donde expone casos famosos de Latinoamérica y Estados Unidos. Su canal se encuentra en el puesto número 3 de los canales con más suscriptores de Paraguay y en el puesto 1 de contenido original.
Su pasión por la radiofonía, que lo llevó a tener una carrera de 10 años en radios paraguayas, hizo que habilite un Podcast que lleva su mismo nombre y que también trata sobre criminología, así como su canal de Youtube.
La empresa Medium en Español de propiedad de Twitter lo colocó en la lista de los 15 autores más leídos de Latinoamérica en 2016.
En julio de 2022, uno de sus videos del canal de YouTube ayudó a la captura del presunto feminicida de la mexicana Magdalena Aguilar Romero, quien fue asesinada en el año 2018 por su expareja César Gómez Arciniega.

## Trayectoria

### Radio
| Año  | Programa             | Emisora        | Puesto      |
| ---- | -------------------- | -------------- | ----------- |
| 2005 | La Previa            | Radio Asunción | Conductor   |
| 2007 | La Venus de Milva    | Radio Venus    | Coconductor |
| 2008 | Conocido y Divertido | Radio Disney   | Conductor   |
| 2008 | Ranking Disney       | Radio Disney   | Conductor   |
| 2011 | Top Ten              | Estación 40    | Conductor   |
| 2011 | Tempranísimo         | Estación 40    | Conductor   |
| 2013 | Check In             | Radio Urbana   | Coconductor |

### Televisión
| Año  | Programa                        | Canal    | Puesto    |
| ---- | ------------------------------- | -------- | --------- |
| 2008 | Eco Club                        | Unicanal | Conductor |
| 2008 | Premios Luis Alberto del Paraná | Unicanal | Conductor |

### Series web
| Año  | Nombre               | Episodios | Plataformas        |
| ---- | -------------------- | --------- | ------------------ |
| 2018 | Historias Criminales | 15        | Youtube / Facebook |
| 2019 | Historias Criminales | 37        | Youtube / Facebook |
| 2020 | Historias Criminales | 10        | Youtube / Facebook |
| 2021 | Historias Criminales | 76        | Youtube / Facebook |
| 2022 | Historias Criminales | 42        | Youtube / Facebook |